# Xabi Oroz
Xabier Oroz Uria, detto Xabi (Azkoitia, 19 gennaio 1996), è un cestista spagnolo di origini basche.

## Palmarès
- Copa Princesa de Asturias: 1

San Sebastián: 2020